# U-755

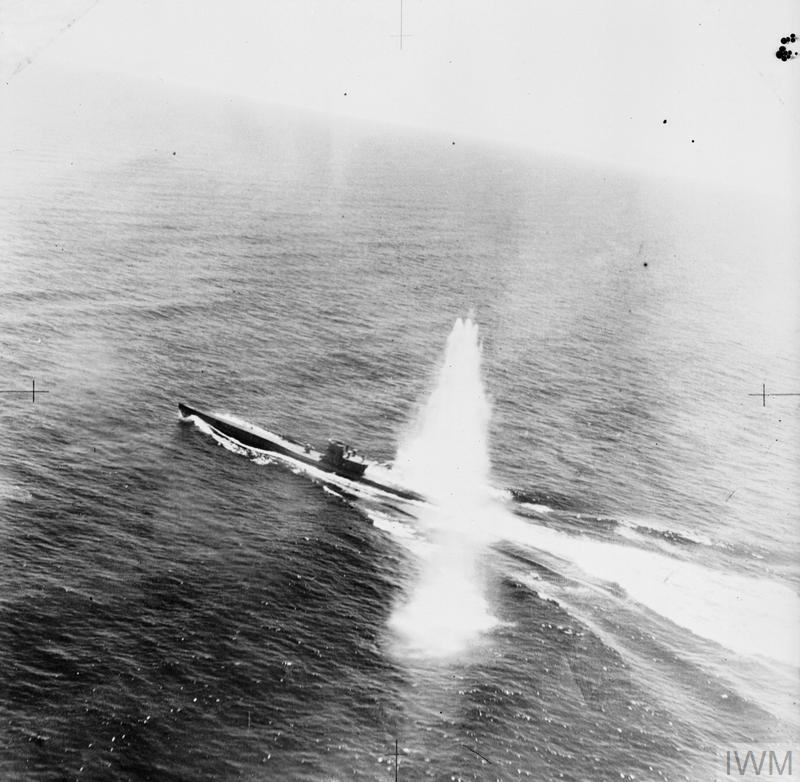
Atac aeri contra un submarí

El submarí U-755 va ser un submarí alemany de tipus VIIC construït per a la Kriegsmarine de l'Alemanya nazi per al servei durant la Segona Guerra Mundial. Sota el comandament del Kapitänleutnant Walter Göing. L'U-755 va servir amb la 9a Flotilla d'U-boat a l'Atlàntic, i més tard amb la 29 Flotilla va operar al mar Mediterrani

## Disseny
Els submarins alemanys de tipus VIIC van ser precedits pels submarins de tipus VIIB més curts. L'U-652 tenia un desplaçament de 769 tones (757 tones llargues) quan estava a la superfície i de 871 tones (857 tones llargues) mentre estava submergit. Tenia una longitud total de 67,10 m (220 peus 2 polzades), una longitud del casc a pressió de 50,50 m (165 peus 8 polzades), una mànega de 6,20 m (20 peus 4 polzades), una alçada de 9,60 m (31 peus 6 polzades) i un calat de 4,74 m (15 peus 7 polzades). El submarí estava propulsat per dos motors dièsel sobrealimentats de sis cilindres i quatre temps Germaniawerft F46, produint un total de 2.800 a 3.200 cavalls de potència (2.060 a 2.350 kW; 2.760 a 3.160 shp) per al seu ús a la superfície, dos motors elèctrics de doble efecte Garbe, Lahmeyer & Co. RP 137/c que produïen un total de 750 cavalls de potència (550 kW) per utilitzar-lo submergit. Tenia dos eixos i dues hèlixs d'1,23 m (4 peus). El vaixell era capaç d'operar a profunditats de fins a 230 metres (750 peus).
El submarí tenia una velocitat màxima en superfície de 17,7 nusos (32,8 km/h; 20,4 mph) i una velocitat màxima submergida de 7,6 nusos (14,1 km/h; 8,7 mph). Quan estava submergit, el vaixell podia operar durant 80 milles nàutiques (150 km; 92 milles) a 4 nusos (7,4 km/h; 4,6 mph); mentre que a la superfície podia viatjar 8.500 milles nàutiques (15.700 km; 9.800 milles) a 10 nusos (19 km/h; 12 mph).
L'U-755 estava equipat amb cinc tubs de torpedes de 53,3 cm (21 polzades) (quatre muntats a la proa i un a la popa), catorze torpedes, un canó naval SK C/35 de 8,8cm (3,46 polzades), 220 projectils i un canó antiaeri C/30 de 2 cm (0,79 polzades). El vaixell tenia una tripulació de d'entre 44 i 60 oficials i mariners.

## Historial de serveis
Les tasques de l'U-755 van començar l'11 de gener de 1940 a la Kriegsmarinewerft a Wilhelmshaven. Va ser assignada el 3 de novembre de 1941, sota el comandament del Kapitänleutnant Walter Göin i va ser entrenada amb la 5a Flotilla d'U-Boat fins al 31 de juliol de 1942.

### Primera i segona patrulla
Servint amb la 9a Flotilla, va servir en dues patrulles. El 9 de setembre de 1942, trenta-quatre dies després de la seva primera patrulla, l'U-755 va enfonsar el seu primer vaixell. A les 15:16 del 9 de setembre de 1942, va disparar tres torpedes contra l' USS Muskeget, es van informar dos cops. Dels 121 a bord, tots van morir. L'U-755 va atracar a Brest el 6 d'octubre, després de seixanta-quatre dies al mar.
L'1 de novembre, l'U-755 va començar a viatjar de Brest a La Spezia a Itàlia , després de vint-i-dos dies més al mar.

### Tercera patrulla
L'1 de desembre de 1942, l'U-755 va ser transferit de la 9a Flotilla a la 29a. Va començar el seu tercer viatge de vint-i-cinc dies el 27 de gener de 1943. Va tornar a La Spezia des d'Algèria el 20 de febrer.

### Quarta patrulla
L'U-755 va fer la seva quarta patrulla el 21 de març de 1943, on havia de dirigir-se al Marroc, i després a Toló, a la França de Vichy. A les 02:07 del 26 de març de 1943, l'U-755 va disparar tres torpedes contra un comboi al nord de Ceuta i va confirmar un impacte a la proa del FFL Sergent Gouarne (P-43), que es va trencar en dos i es va enfonsar en aproximadament noranta segons, causant la mort de cinc membres del seu complement de dinou homes. L'U-boot va atacar el mateix comboi amb un altre desplegament de tres torpedes a les 04.13 hores i va informar d'un impacte al cap de 12 minuts, però probablement es tractava d'una detonació al final de la carrera.
El 2 d'abril de 1943, el vaixell d'arrossegament francès Simon Duhamel II va ser descobert davant del cap d'Alboran, un temps després de les 06:00, després de sortir del comboi TE-20 a causa d'un problema amb els seus motors. L'U-755 va disparar contra el vaixell d'arrossegament a les 06:24, amb un cop confirmat al mig del vaixell. Aquest cop va provocar una explosió que va trencar el vaixell i es va enfonsar en només quatre minuts. Només un home de la seva tripulació de cinquanta-tres homes va sobreviure i va ser rescatat dos dies després.

### Cinquena patrulla
El 18 de maig, l'U-755 va sortir de Toló en la seva cinquena i última patrulla. Dos dies després, va ser atacada pel submarí britànic HMS Sickle, però els torpedes disparats van fallar.
Vuit dies després, a les 06:26, l'U-755 va ser atacat per un avió britànic Lockheed Hudson del 500è Esquadró de la RAF, pilotat pel pilot S/L HG Holmes, DFC, a 13 milles nàutiques (24 km) al nord de l'illa d'Alboran. L'avió va ser colpejat al motor del port pel foc antiaeri durant el primer atac, però va llençar tres càrregues de profunditat. L'Hudson va fer dos atacs de bombardeig en picada i va llançar dos primers i després una bomba A/S, una d'elles va explotar a només 5 iardes (4,6 m) de la mànega. El motor avariat va obligar el pilot a tornar a la base. Strafing havia matat un tripulant i n'havia ferit dos més a l'U-755 , que es va veure obligat a tornar al port a causa de grans danys.

### Destí
Finalment va ser enfonsat el 28 de maig de 1943, al nord-oest de Mallorca, a la posició 39° 58′ N, 01° 41′ E / 39.967°N,1.683°E, per coets d'un avió Hudson del 608 Esquadró de la RAF. Del seu complement de quaranta homes, només nou tripulants van sobreviure per ser rescatats pel destructor espanyol Velasco. El seu comandant no era un d'ells.

## Llopades
L'U-755 va participar en cinc llopades:
- Lohs (11 d'agost de – 22 de setembre de 1942)
- Blitz (22 – 26 de setembre de 1942)
- Tiger (26 – 30 de setembre de 1942)
- Luchs (1 – 2 d'octubre de 1942)
- Delphin (4 – 14 de novembre de 1942)

## Historial d'atacs
| Data                  | Nom                 | Nationalitat                       | Tonatge (GRT) | Destí    |
| --------------------- | ------------------- | ---------------------------------- | ------------- | -------- |
| 9 de setembre de 1942 | USS Muskeget        | Marina dels Estats Units d'Amèrica | 1,827         | enfonsat |
| 26 de març de 1943    | FFL Sergent Gouarne | Marina de França Lliure            | 1,147         | enfonsat |
| 2 d'abril de 1943     | Simon Duhamel II    | França Lliure                      | 928           | enfonsat |